# Mosino
Nella mitologia greca, Mosino (in greco antico: Μόσυνος) era il nome di un guerriero acheo che faceva parte dell'esercito di Aiace Telamonio durante la guerra di Troia. È citato nel libro VI del Posthomerica di Quinto Smirneo.

## Il mito

### Origini
Mosino e suo fratello Forci abitavano l'isola di Salamina, nel Mar Egeo, dominata al tempo da Aiace Telamonio. Combattenti di valore, giovanissimi, furono reclutati da Aiace stesso per combattere a suo fianco nella guerra di Troia. Entrambi salirono a bordo di una delle dodici navi disposte dall'eroe.

### La morte
Mosino per primo trovò la morte sul campo di battaglia per mano di Paride (fu forse trafitto da una freccia); dopo di lui, il troiano ammazzò il fratello Forci.